# Eloeophila oxyacantha
Eloeophila oxyacantha är en tvåvingeart som först beskrevs av Alexander 1971.  Eloeophila oxyacantha ingår i släktet Eloeophila och familjen småharkrankar. Inga underarter finns listade i Catalogue of Life.